# Carré des eaux de Rungis

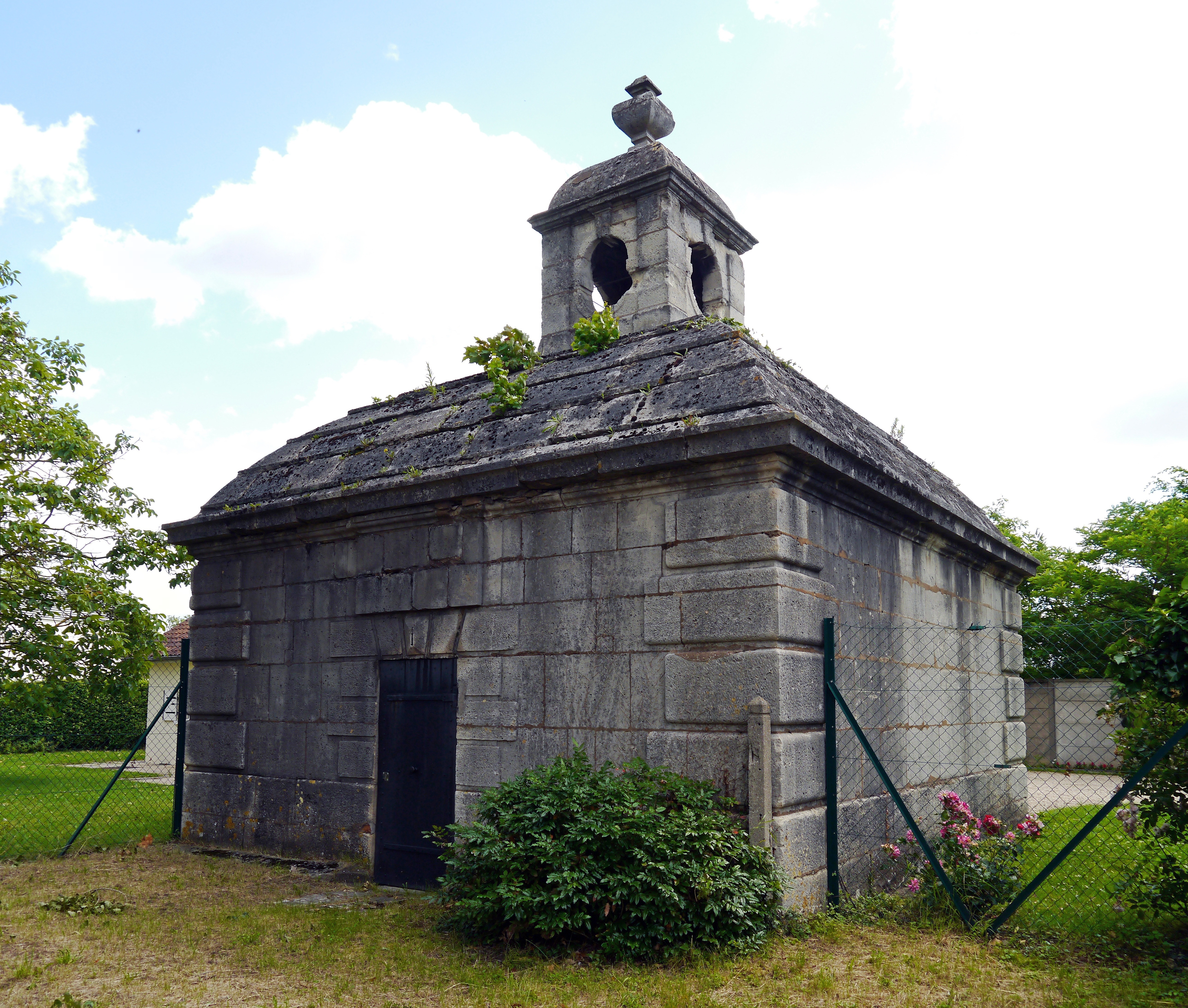
Aqueduc Médicis, regard I à Rungis.

Le carré des eaux de Rungis est le point de départ de l'aqueduc Médicis, situé rue des Sources à Rungis (Val-de-Marne).

## Historique
Marie de Médicis, pour améliorer la distribution de l'eau potable à Paris, décide de construire l'aqueduc Médicis sur les traces de l'aqueduc de Lutèce, un aqueduc gallo-romain datant du début de notre ère.
Les travaux de terrassement du carré des eaux commencent dès le début de l'année suivante et, le 17 juillet 1613, le jeune Louis XIII pose solennellement la première pierre du grand regard de Rungis. À la mort de Jean Coingt en 1614, le chantier est repris par son gendre Jean Gobelain (Gobelin). Ce bassin recueillait les eaux de sources des environs mais ne captait qu'environ 40 ̤% des eaux de l'ancien aqueduc de Lutèce dont le bassin récepteur situé à Wissous  recevait des eaux de sources plus éloignées.  
Il est le commencement d'un long parcours souterrain jusqu'à Paris  ponctué par le passage aérien de l'aqueduc d'Arcueil. Une dérivation au départ du carré des eaux alimentait les bassins du château de Chilly-Mazarin par un aqueduc construit également en 1630.
Les grands travaux réalisés au cours des années 1950 à 1970 sur le plateau de Rungis (autoroute A86, aéroport d’Orly, MIN de Rungis, zones d’activité, etc.) ont gravement perturbé le cours de ces sources et ont presque entièrement tari le bassin.